# 틈새라면
틈새라면은 대한민국의 프랜차이즈 기업이다. 1981년 김복현 창업자가 지금의 서울 명동에서 작은 틈새가게로 시작하여 틈새라면이라고 하였으며 현재는 프랜차이즈로 등록하여 가맹점을 두고 있다.
팔도에서 이 곳의 라면을 모티브로 인스턴트 제품으로 '틈새라면'을 출시하기도 했다.

## 빨계떡
김복현 창업자가 개발한 매운라면으로 고춧가루, 계란, 떡이 들어간 매운맛이 나는 라면이다. 여기에 매운맛에 약한 이들을 위한 된장과 계란, 떡을 넣어서 순한맛을 내는 라면인 계떡이 있으며 부대찌개가 들어간 빨부대, 해물이 들어간 빨해떡이 있다.

## 같이 보기
- 틈새라면 (팔도)